# St. Katharinen (Dragensdorf)

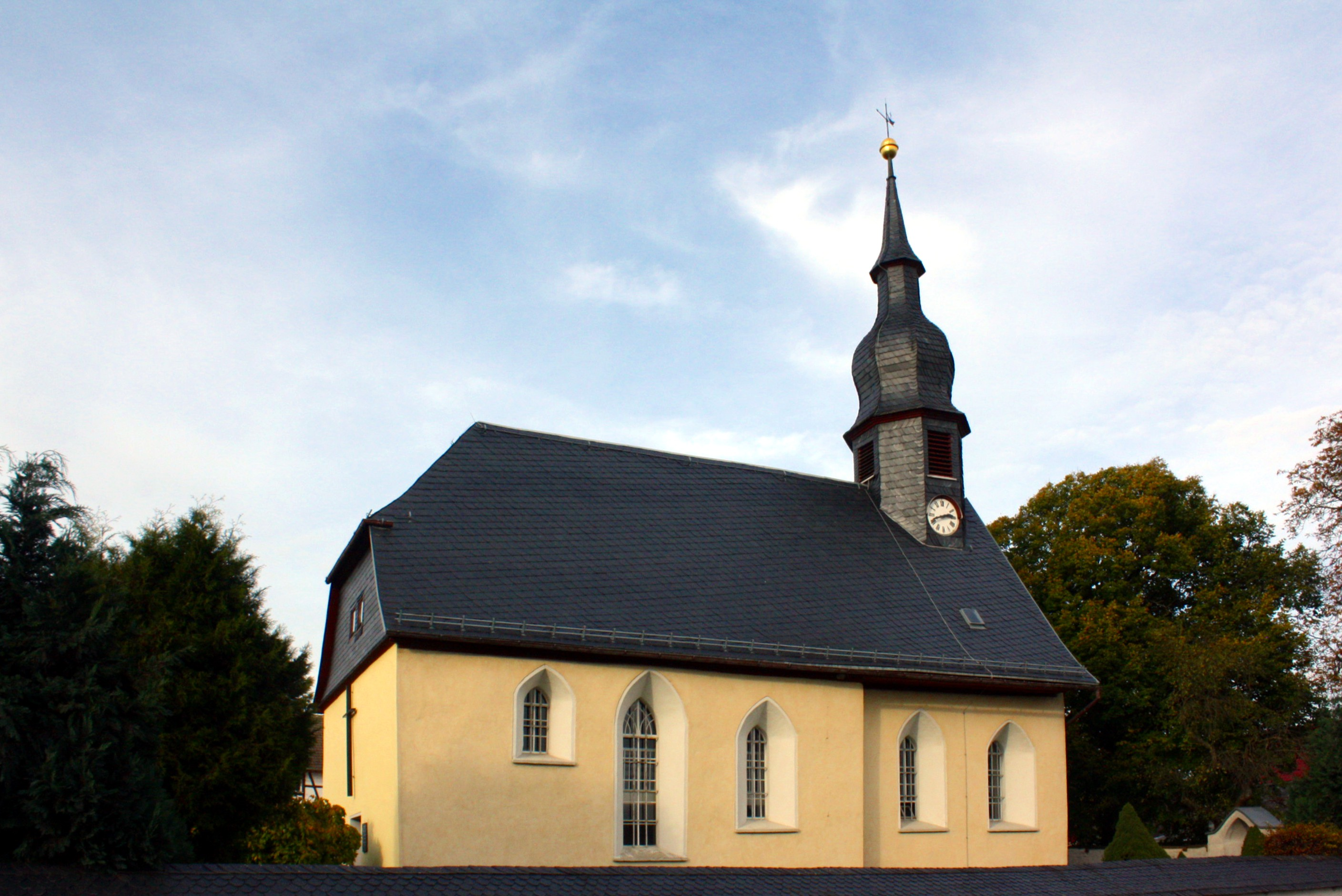
St. Katharinen

Die evangelisch-lutherische Filialkirche St. Katharinen steht in der Ortsmitte von Dragensdorf, einem Ortsteil der Gemeinde Dittersdorf in der Verwaltungsgemeinschaft Seenplatte im thüringischen Saale-Orla-Kreis. Sie ist nach der Heiligen Katharina von Alexandrien benannt. Die Kirchengemeinde Dragensdorf gehört seit 1628 zum Pfarrbereich Dittersdorf im Kirchenkreis Schleiz der Evangelischen Kirche in Mitteldeutschland.

## Baubeschreibung
Die gotische Kapelle wird 1325 in einer Urkunde erwähnt. Sie hatte vermutlich einen Chorturm. 1684 erhielt die Saalkirche ihre heutige Gestalt mit einem Krüppelwalmdach, das heute schiefergedeckt ist, und einem achteckigen Dachreiter im Osten, auf dem eine geschweifte Haube sitzt. Die älteste Glocke trägt die Jahreszahl 1608. Das ursprünglich dazugehörige Glockenjoch wurde 1609 zerstört. 1989 stiftete ein Gemeindeglied eine zweite Glocke als Ersatz für die im 2. Weltkrieg verlorene. Der rechteckige Chor ist leicht eingezogen. 1879 wurde die Kirche renoviert.

## Ausstattung
Um 1510 ist der Flügelaltar entstanden, der 1996 restauriert wurde. Er zeigt als Hauptbild die Krönung Mariens. Daneben stehen links Katharina und rechts Barbara. In den Flügeln erscheinen auf der Festtagsseite links Joachim und rechts Anna selbdritt. Auf der Rückseite der Flügel sind die allerdings stark beschädigten Gestalten des Cyriakus und des Laurentius zu erkennen. Das Gesprenge und die Predella sind verloren gegangen. An der Ostwand hinter dem Altar ist ein großes Mosaik Christus der Weltenrichter angebracht. Das Taufbecken mit einer Darstellung der Taufe Jesu auf einem Relief ist von 1684. Ein reich verzierter Kronleuchter stammt aus der Zeit um 1780. Die Kanzel ist modern.
Eine kleine Orgel auf der Empore im Westen hat vier Register, verteilt auf ein Manual und ein Pedal. Sie wurde um 1870 von Friedrich Wilhelm Dornheim gebaut.